# James Tora
James Tora (geb. 16. Juli 1956, Hunuta Village, Uki Ni Masi) ist ein Politiker in den Salomonen.

## Leben
Tora studierte am Honiara Technical Institute und arbeitete dann als Supervising Manager für Student Welfare Services am Solomon Islands College of Higher Education.
2004 begann er seine politische Karriere bei der Nachwahl für den Wahlkreis Ugi/Ulawa für das Nationalparlament der Salomonen. Die Nachwahl wurde nötig, weil MP Nathaniel Waenas als Generalgouverneur bestellt wurde. Er wurde 2006 und 2010 wiedergewählt.
Im März 2005 kam er erstmals ins Parlament, als Premierminister Sir Allan Kemakeza ihn zum Minister for National Reconciliation, Unity and Peace ernannte in der Folge der ethnischen Konflikte in Guadalcanal. Er hielt diesen Posten bis Februar 2006, als er zum Minister for Mines and Energy ernannt wurde. Nach den Wahlen im April 2006 wurde er Minister for Infrastructure and Development im Kabinett von Premierminister Snyder Rini. Als Rini im folgenden Monat auf öffentlichen Druck hin und im Angesicht eines drohenden Misstrauensvotums zurücktrat und Tora auf den Oppositionsbänken landete, blieb er in der Opposition, bis Rinis Nachfolger, Manasseh Sogavare, selbst durch ein Misstrauensvotum im Dezember 2007 abgesetzt wurde. Tora unterstützte den neuen Premierminister Derek Sikua und wurde zum Minister for Home Affairs. Er hielt den Posten bis Mai 2009, als er zum Minister for Police, National Security, and Correctional Services ernannt wurde. Bis zu den Wahlen im August 2010, als Danny Philip an die Macht kam.
Am 25. Januar 2011 folgte er mehreren anderen Ministern, die zurücktraten und sich der Opposition unter Steve Abana anschlossen. Toras Seitenwechsel gab Abana die Unterstützung von fünfundzwanzig MPs gegenüber den 23 Parlamentariern, die für Philip waren, wodurch die Opposition in die Situation von Philip den Rücktritt zu fordern. Im folgenden Monat wechselte Tora und mehrere andere jedoch wieder zur Regierung, so, dass Philip wieder eine solide Mehrheit hatte. Tora nahm wieder seine Position als Minister for Police ein.
Am 18. April warf Philip Tora ihn wieder aus dem Kabinett in einer Umgestaltung um anderen fünf ehemaligen Mitgliedern der Opposition einen Platz zu bieten, die sich erst vor kurzem der Regierung angeschlossen hatten.
Anfang November trat Tora zusammen mit anderen ehemaligen Ministern, die in der Kabinettsumbildung ihre Positionen verloren hatten wieder zur Opposition über und dieses Mal hatte die Opposition Erfolg damit, Philip abzusetzen.